# Oscar Nilsson-Julien
Oscar Nilsson-Julien (Kentish Town, 10 januari 2002) is een Brits-Frans wielrenner die zowel op de baan als op de weg actief is. Sinds 2025 rijdt hij op de weg bij Equipe continentale Groupama-FDJ.

## Carrière
Nilsson-Julien reed vanaf zijn negende voor een lokale wielerclub uit Londen, waar hij in 2020 stopte. Een jaar eerder won hij goud op de ploegenachtervolging bij de EK voor junioren, samen met Leo Hayter, Alfred George, Max Rushby en Samuel Watson. In 2022 won hij maar liefst vier medailles op de Britse kampioenschappen baanwielrennen, bij de elite. Aan het eind van 2023 veranderde hij van nationaliteit, waardoor hij sindsdien onder de Franse vlag deelneemt aan wedstrijden. Zijn vader is van Frans-Zweedse afkomst en zijn moeder is Brits.
Op de weg won Nilsson-Julien in 2023 het eind- en jongerenklassement van de Ronde van de Mirabelle. Hij wist onder meer Jan-Willem van Schip en Pim Ronhaar achter zich te laten.

## Palmares

### Op de baan
| Jaar        | BK                                           | FK                                      | EK                                                 | WK                       | Overige                                                                 |
| Als junior  | Als junior                                   | Als junior                              | Als junior                                         | Als junior               | Als junior                                                              |
| ----------- | -------------------------------------------- | --------------------------------------- | -------------------------------------------------- | ------------------------ | ----------------------------------------------------------------------- |
| 2019        |                                              |                                         | ploegenachtervolging                               |                          |                                                                         |
| Als belofte |                                              |                                         |                                                    |                          |                                                                         |
| 2021        |                                              |                                         | 7e scratch                                         |                          |                                                                         |
| 2022        |                                              |                                         | omnium · 4e ploegenachtervolging                   |                          |                                                                         |
| 2023        |                                              |                                         |                                                    |                          |                                                                         |
| 2024        |                                              |                                         | 4e omnium 5e koppelkoers                           |                          |                                                                         |
| Als elite   |                                              |                                         |                                                    |                          |                                                                         |
| 2020        | 6e 1km tijdrit 6e puntenkoers                |                                         |                                                    |                          |                                                                         |
| 2021        |                                              |                                         |                                                    |                          |                                                                         |
| 2022        | omnium · koppelkoers · puntenkoers · scratch |                                         |                                                    |                          |                                                                         |
| 2023        |                                              |                                         |                                                    |                          | Aigle: · koppelkoers · omnium · puntenkoers · Gent: · 4e eindklassement |
| 2024        |                                              | puntenkoers · omnium · 4e achtervolging | puntenkoers · 5e ploegenachtervolging · 8e scratch | 4e omnium 9e koppelkoers | NC Hong Kong: · omnium                                                  |

### Op de weg
2024
Eind- en jongerenklassement Ronde van de Mirabelle

## Ploegen
- 2023 –  AVC Aix-en-Provence
- 2024 –  AVC Aix-en-Provence (tot 31/07)
- 2024 –  Van Rysel-Roubaix (vanaf 01/08)
- 2025 –  Equipe continentale Groupama-FDJ